# Łostówka
Łostówka est une localité polonaise de la gmina de Mszana Dolna, située dans le powiat de Limanowa en voïvodie de Petite-Pologne.